# S-фрази
S-фрази е българоезичен превод на понятието S-phrases (Safety phrases). Това понятие е съкращение от „препоръки за безопасност“.
Тези фрази се регламентират от Приложение IV на Директива 67/548/EEC на Европейския съюз, допълнена и разширена от Директива 2006/102/EC. Пълният списък редовно се публикува и обновява тук, където могат да се намерят преводи на други езици от ЕС.
S-фразите задължително се отпечатват върху етикетите на всички опасни вещества и техните производни. Те все още не са глобално хармонизирани, но се работи в тази насока.
(Забележка: липсата на някой номер означава, че препоръката е била заличена от списъка или заменена с друга)

## Основни S-фрази
- S1: Да се съхранява под ключ.
- S2: Да се пази далече от достъп на деца.
- S3: Да се съхранява на хладно място.
- S4: Да се съхранява далече от жилищни помещения.
- S5: Да се съхранява под ... (подходяща течност, указана от производителя).
- S6: Да се съхранява под ... (инертен газ, указан от производителя).
- S7: Съдът да се държи плътно затворен.
- S8: Съдът да се съхранява на сухо място.
- S9: Съдът да се съхранява на добре проветриво място.
- S12: Съдът да не се затваря херметично.
- S13: Да се съхранява далече от напитки и храни за хора и животни.
- S14: Да се съхранява далече от ... (несъвместимите материали се посочват от производителя).
- S15: Да се съхранява далече от топлина.
- S16: Да се съхранява далече от източници на запалване. Да не се пуши.
- S17: Да се съхранява далече от горими материали.
- S18: Съдът да се манипулира и отваря внимателно.
- S20: Да не се яде и пие по време на работа.
- S21: Да не се пуши по време на работа.
- S22: Да не се вдишва праха.
- S23: Да не се вдишва газа / дима / парите / аерозола (подходящата дума / подходящите думи се посочва / посочват от производителя).
- S24: Да се избягва контакт с кожата.
- S25: Да се избягва контакт с очите.
- S26: При контакт с очите, веднага да се изплакнат обилно с вода и да се потърси медицинска помощ.
- S27: Незабавно да се съблече цялото замърсено облекло.
- S28: След контакт с кожата, веднага да се измие обилно с ... (посочва се от производителя).
- S29: Да не се изпуска в канализацията.
- S30: Никога да не се добавя вода в този продукт.
- S33: Да се вземат предпазни мерки срещу статично електричество.
- S35: Този материал и неговата опаковка да се третират по безопасен начин.
- S36: Да се носи подходящо защитно облекло.
- S37: Да се носят подходящи ръкавици.
- S38: При недостатъчна вентилация, да се използват подходящи средства за дихателна защита.
- S39: Да се носят предпазни средства за очите / лицето.
- S40: За почистване на пода и всички предмети, замърсени с този продукт, да се използва ... (посочва се от производителя).
- S41: В случай на пожар и/или експлозия да не се вдишва дима.
- S42: При опушване / пръскане да се използват подходящи средства за дихателна защита (подходящата дума / подходящите думи се посочва / посочват от производителя).
- S43: При пожар да се използва ... (да се посочи точният тип на пожарогасителното устройство. Ако водата увеличава риска, да се добави: „Никога да не се използва вода!“).
- S45: При злополука или неразположение да се потърси незабавно медицинска помощ и когато е възможно да се покаже етикета.
- S46: При поглъщане да се потърси незабавно медицинска помощ и да се покаже опаковката или етикета.
- S47: Да се съхранява при температура не по-висока от ... °C (посочва се от производителя)
- S48: Да се съхранява овлажнен с ... (подходящото се посочва от производителя).
- S49: Да се съхранява само в оригиналната опаковка.
- S50: Да не се смесва с ... (посочва се от производителя).
- S51: Да се използва само на проветриви места.
- S52: Не се препоръчва за употреба на големи площи в закрити помещения.
- S53: Да се избягва експозиция – получете специални инструкции преди употреба.
- S56: Този материал и опаковката му да се изхвърлят само на места за събиране на опасни или специални отпадъци.
- S57: Да се използва подходящ съд, за да се избегне замърсяване на околната среда.
- S59: Обърнете се към производителя или доставчика за информация относно възстановяването / рециклирането.
- S60: Този материал и неговата опаковка да се третират като опасен отпадък.
- S61: Да не се допуска изпускане в околната среда. Вижте специалните инструкции / информационния лист за безопасност.
- S62: При поглъщане да не се предизвиква повръщане: незабавно да се потърси медицинска помощ и да се покаже тази опаковка или етикета.
- S63: В случай на злополука при вдишване пострадалият да се изнесе на чист въздух и да се остави в покой.
- S64: При поглъщане устата да се изплакне с вода (но само ако пострадалият е в съзнание).

## Комбинации
- S1/2: Да се съхранява под ключ и далече от достъп на деца.
- S3/7: Съдът да се съхранява плътно затворен на хладно място.
- S3/7/9: Съдът да се съхранява плътно затворен на хладно и проветриво място.
- S3/9/14: Да се съхранява на хладно и добре проветриво място, далече от ... (несъвместимите материали се посочват от производителя).
- S3/9/14/49: Да се съхранява само в оригиналната опаковка на хладно и добре проветриво място, далече от ... (несъвместимите материали се посочват от производителя).
- S3/9/49: Да се съхранява само в оригиналната опаковка на хладно и добре проветриво място.
- S3/14: Да се съхранява на хладно място, далече от ... (несъвместимите материали се посочват от производителя).
- S7/8: Съдът да се съхранява плътно затворен и на сухо място.
- S7/9: Съдът да се съхранява плътно затворен и на добре проветриво място.
- S7/47: Съдът да се съхранява плътно затворен и при температура не по-висока от ... °C (посочва се от производителя).
- S20/21: По време на работа да не се яде, пие и пуши.
- S24/25: Да се избягва контакт с очите и кожата.
- S27/28: След контакт с кожата, незабавно да се съблече цялото замърсено облекло и незабавно да се измие обилно с ... (посочва се от производителя).
- S29/35: Да не се изпуска в канализацията; този материал и неговата опаковка да се третират по безопасен начин.
- S29/56: Да не се изпуска в канализацията; този материал и опаковката му да се изхвърлят само на места за събиране на опасни или специални отпадъци.
- S36/37: Да се носи подходящо защитно облекло и ръкавици.
- S36/37/39: Да се носи подходящо защитно облекло, ръкавици и предпазни средства за очите / лицето.
- S36/39: Да се носи подходящо защитно облекло и предпазни средства за очите / лицето.
- S37/39: Да се носят подходящи ръкавици и предпазни средства за очите / лицето.
- S47/49: Да се съхранява само в оригиналната опаковка при температура не по-висока от ... °C (посочва се от производителя)